# Прокопий (великомъченик)
Вижте пояснителната страница за други личности с името Прокопий.
Свети великомъченик Прокопий Кесарийски живее по времето на най-жестоките гонения на християните при император Диоклециан.
Баща му бил християнин, но майка му вярвала в много богове и предала и на сина си вярата си. Прокопий станал александрийски военачалник, но веднъж, по време на буря, чул глас от небето и видял кръст над себе си. Поръчал да му направят такъв кръст и го носел винаги със себе си. След една от поредните трудни победи майка му го повикала да пренесе жертва на римските богове, но този път той отказал – кръстът вече бил неговата вяра. Увещавали го – и неговата майка, и императорът – да се вразуми и да се откаже, докато е още жив. Не се отказал и го достигнала съдбата на стотиците мъченици негови събратя. През 303 г. бил затворен, мъчен, посечен с меч. Според едно предание заедно с Прокопий измъчвали и 20 девойки, новопокръстени християнки. Светецът им дал кураж и вяра. Сватбата им с Божия син била висш дар, отреден не за всяка девойка, а само за избрани. Оттогава насетне при всяка венчавка в църква се споменава и името на светеца Прокопий.

## Празникът
Народът нарича св. Прокопий пчелар, защото се смята, че Прокопий е покровител на пчелите. Благословени от Бога, те могат да прескачат границата на видимия и невидимия свят, подслушват Дявола, усещат злото, но са помощник и дясна ръка на доброто. Благословени са да създават меда – еликсира на живота, даващ сила и дълъг живот. Дори злите сили не могат да сторят на пчелата нищо лошо, за да не изчезне любимата им храна. Юди, самодиви, страшни болести, Баба Шарка, орисници – всички те умилостивяват сърцата си с медени питки. Медът е средство за умилостивяване и лек за корави сърца.

## Ритуали
На 8 юли пчеларите стават рано, още преди да е изгряло слънцето, за да сварят пчелите в кошерите. Отиват при тях с 2 бели погачи (едната за Господ, другата за св. Прокопий), кадят пред кошерите хляба, намазват го с мед и после го раздават на съседи и познати за здраве и берекет и, разбира се, за добър мед. Кошерите се „подрязват“, което ще рече, че от всеки се отчупва по парче от медената пита. Този първи мед има магически свойства – с него се лекуват всякакви болести. Затова трябва да се скъта на сигурно място и да се пази през цялата година: ако децата се разболеят от гърло, ако някой тежко е ухапан от насекоми, пчели, стършел, паяк... с този мед се мажат питите в чест на Баба Шарка, а също и челата на децата, момите и невестите, за да не хващат уроки.

## Забрани
Не се работи, за да не „изрови облак полето“. Жените пазят празника, за да има „държат“ децата, да растат живи и здрави.

## Трапеза
Обредните хлябове са два – „боговица“ и „светец“ за св. Прокопий. Задължително на трапезата се слага и прикадява мед. По-късно той се съхранява и служи за лек. Останалите ястия се приготвят от пренесеното в жертва животно.

## Именици
- Прокопи
- Теофил